# Alberto Robles
Alberto Iván Francisco Robles Pantoja (Santiago, 4 de octubre de 1956) es un médico y político chileno, miembro del Partido Radical (PR), del cual ejerce como presidente desde noviembre de 2021. Desde el año 2002 hasta el 2018 (cuatro periodos consecutivos) fue diputado por el distrito N.° 6, correspondientes a las comunas de Alto del Carmen, Caldera, Freirina, Huasco, Tierra Amarilla y Vallenar, en la Región de Atacama.

## Biografía
Nació en Santiago, el 4 de octubre de 1956, hijo de Luis Pantoja Robles y María Inés Robles Pantoja.
Está casado con Dayse Karina Rebolledo Aaby, y son padres de cinco hijos: Andrés Francisco, Paz Alejandra, Nicolás Alberto, Rodrigo Iván, Montserrat Margarita Isadora.
Realizó sus estudios primarios y secundarios en el Kent School de Santiago y en el Instituto Nacional. Luego ingresó a la Universidad de Chile, donde se tituló de médico cirujano con especialización en urología, siendo aprobado con distinción máxima. Posteriormente se incorporó a la Universidad de Barcelona y a la Escuela de Negocios IEDE en España, recibiendo el título de máster en gerencia pública.

## Carrera política
Entre 1990 y 1994 fue Secretario Regional Ministerial (Seremi) de Salud en Atacama. En 1993 fue nombrado director subrogante (s) del Servicio de Salud de Atacama, cargo en el que estuvo hasta 1994. Desde 1994 a 1998 se desempeñó como director titular del Servicio de Salud de Atacama. Desde 1998 hasta 2014 fue jefe del Servicio de Urología en el Hospital Regional de Copiapó.
Desde 1990 a la fecha ha sido dirigente Regional del Partido Radical Socialdemócrata (PRSD) (hoy Partido Radical). Le correspondió participar en la elaboración del Programa de Salud de su partido y de la Concertación para el Gobierno del presidente Patricio Aylwin. Desde 1997 a 2010 se ha desempeñado como presidente regional.
En diciembre de 2001 fue elegido diputado en representación del PRSD para el período legislativo 2002 a 2006 por el distrito N.º 6 de la III Región de Atacama, correspondiente a las comunas de Caldera, Tierra Amarilla, Vallenar, Freirina, Huasco y Alto del Carmen. 
En julio de 2004, integró las Comisiones de Salud, Vivienda y Desarrollo Urbano (la cual presidió) y la Comisión Especial de la Juventud. Desde el 20 de diciembre de 2005 y hasta el 11 de marzo de 2006, fue primer vicepresidente de la Cámara de Diputados. 
Entre los proyectos en los que participó destacan la modificación a la Ley General de Urbanismo y Construcciones en materia de contratos de promesa de compraventa de determinados bienes raíces sin recepción definitiva. También, en la modificación a las normas del decreto con fuerza de ley N.° 458 de 1975, Ley General de Urbanismo y Construcciones, relativo a la calidad de la construcción. Tuvo injerencia en la modificación del DFL N.° 252, Ley General de Bancos, en lo relativo a la defensa judicial de los deudores hipotecarios y en la ampliación del plazo establecido en el artículo primero Bis. Transitorio del Decreto Ley N.° 1.519 de 1976, para la enajenación de viviendas traspasadas al Servicio de Vivienda y Urbanismo (Serviu).
Fue reelecto diputado por el mismo distrito N.º 6 para el período 2006-2010. Integó las comisiones de Salud y Hacienda. Fue además miembro de la Comisión Investigadora sobre Casinos de Juego; Investigadora Chiledeportes; Investigadora sobre Plan Auge, la Comisión Especial de Deportes y miembro de la Comisión Especial Mixta de Presupuestos.
Una vez más, en diciembre de 2009 fue nuevamente reelecto por el distrito 6 con la primera mayoría distrital (correspondiente a 11.582 votos con el 26,77%), para el periodo 2010-2014. Fue integrante de las comisiones permanentes de Ciencia y Tecnología; de Superación de Pobreza, Planificación y Desarrollo Social; y de Hacienda. Junto con las comisiones especiales de Bomberos. Formó parte del comité parlamentario del PRSD.
Finalmente, En las elecciones parlamentarias de noviembre de 2013, es reelecto como diputado por el mismo distrito, por el periodo 2014-2018. Fue integrante de las comisiones permanentes de Ciencias y Tecnología; Deportes y Recreación; Educación; y, a partir de abril de 2015, miembro de la Comisión Permanente de Bomberos.
El 23 de noviembre de 2021, asumió como presidente del Partido Radical, luego de la renuncia de Carlos Maldonado Curti a dicho cargo.

## Historial electoral

### Elecciones parlamentarias de 2001
- Elecciones Parlamentarias de 2001, candidato a diputado por el distrito 6 (Alto del Carmen, Caldera, Huasco, Freirina, Tierra Amarilla y Vallenar)[4]

### Elecciones parlamentarias de 2005
- Elecciones Parlamentarias de 2005, candidato a diputado por el distrito 6 (Alto del Carmen, Caldera, Freirina, Huasco, Tierra Amarilla y Vallenar)[5]

### Elecciones parlamentarias de 2009
- Elecciones Parlamentarias de 2009, candidato a diputado por el distrito 6 (Alto del Carmen, Caldera, Freirina, Huasco, Tierra Amarilla y Vallenar)[6]

### Elecciones parlamentarias de 2013
- Elecciones parlamentarias de 2013, candidato a diputado por el distrito 6, Alto del Carmen, Caldera, Freirina, Huasco, Tierra Amarilla y Vallenar[7]

### Elecciones parlamentarias de 2017
- Elecciones parlamentarias de 2017, candidato a senador por la 4° Circunscripción, Región de Atacama (Alto del Carmen, Caldera, Chañaral, Copiapó, Diego de Almagro, Freirina, Huasco, Tierra Amarilla, Vallenar)[8]